# Leo Visser
Leendert Visser, detto Leo (Haastrecht, 13 gennaio 1966), è un ex pattinatore di velocità su ghiaccio olandese.
È stato il portabandiera dei Paesi Bassi alle Olimpiadi invernali 1992 svoltesi ad Albertville (Francia). Inoltre nel 1989 è stato premiato con il Premio Oscar Mathisen.

## Palmarès

### Olimpiadi
- Argento a Calgary 1988 nei 5000 metri.
- Bronzo a Calgary 1988 nei 10000 metri.
- Bronzo a Albertville 1992 nei 1500 metri.
- Bronzo a Albertville 1992 nei 5000 metri.

### Mondiali - Completi
- Oro a Oslo 1989.
- Argento a Alma-Ata 1988.

### Europei
- Oro a Göteborg 1989.
- Argento a L'Aia 1988.
- Argento a Sarajevo 1991.
- Bronzo a Heerenveen 1991.